# Puig d'Ases (Vilanova de Sau)
El Puig d'Ases és una muntanya de 1.011 metres que es troba al municipi de Vilanova de Sau, a la comarca d'Osona.